# Pholcus bicornutus
Pholcus bicornutus är en spindelart som beskrevs av Simon 1892. Pholcus bicornutus ingår i släktet Pholcus och familjen dallerspindlar.
Artens utbredningsområde är Filippinerna. Inga underarter finns listade i Catalogue of Life.